# تسويق المواد الغذائية

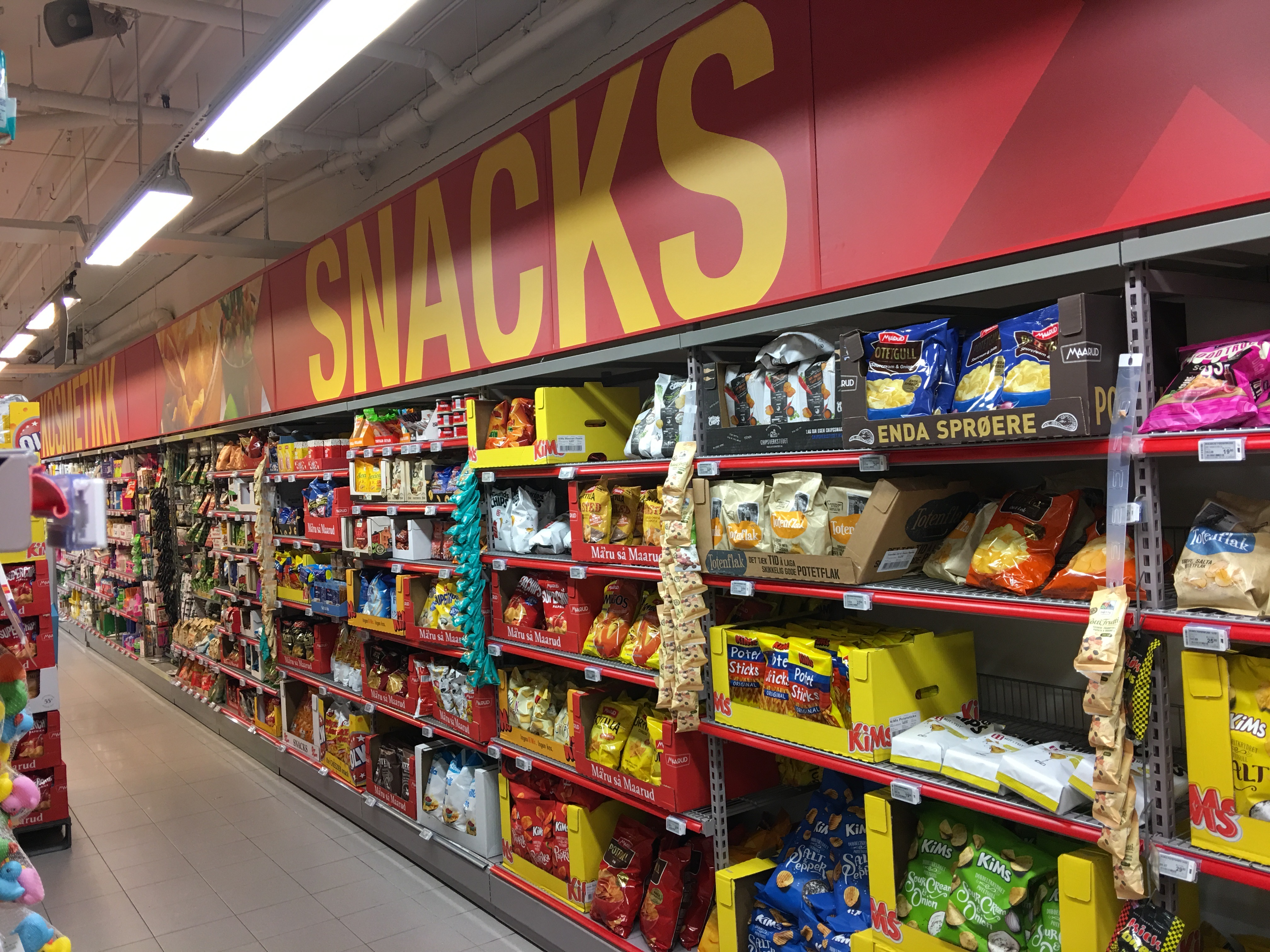
أطعمة خفيفة معروضة للبيع في سوبرماركت نرويجي

تسويق المواد الغذائية هو تسويق المنتجات الغذائية. يجمع بين المنتج الغذائي والمستهلك من خلال سلسلة من أنشطة التسويق.

## خلفية
يعرّف بوميرانز وأدلر، 2015، تسويق الغذاء على أنه سلسلة من أنشطة التسويق التي تحدث ضمن النظام الغذائي بين منظمة غذائية والمستهلك. يمكن أن تكون هذه العملية معقدة، حيث توجد العديد من العمليات التي تُستخدم قبل بيع المنتج الغذائي. وتشمل هذه معالجة الأغذية، والبيع بالجملة، والبيع بالتجزئة، وخدمات الطعام والنقل. بسبب هذه العمليات العديدة، يجب أن تشارك العديد من المنظمات في بيع منتج غذائي واحد. على سبيل المثال، هناك حوالي ستة وخمسون منظمة تشارك في صنع علبة واحدة من حساء الدجاج بالنودلز. تشمل هذه المنظمات ليس فقط المعالجين الذين يصنعون مكونات المنتج، ولكن أيضًا الشركات التي تصنع العلب، وتطبع الملصقات وتنقل المنتج. لذلك، على نطاق عالمي، تعد صناعة تسويق الغذاء واحدة من أكبر أرباب العمل المباشرين وغير المباشرين.
بالنسبة لشافنر وشرودر، 1998، فإن تسويق الغذاء هو عملية التواصل مع المستهلك من خلال مجموعة من تقنيات التسويق لإضافة قيمة إلى المنتج الغذائي وإقناع المستهلك بالشراء. وهذا يشمل جميع الأنشطة التي تحدث بين الانتهاء من المنتج وحتى عملية الشراء من قبل المستهلكين. تختلف أنظمة تسويق الغذاء في جميع أنحاء العالم بسبب مستوى التطور في البلد المعين، اقتصاديًا وتكنولوجيًا. فهم وتفسير تقنيات تسويق الغذاء في بلد معين يتطلب أيضًا مراعاة البيئة الاجتماعية والاقتصادية والثقافية والقانونية السياسية والتكنولوجية لهذا البلد.

## التاريخ
هناك ثلاث مراحل تاريخية لتسويق الغذاء: مرحلة التجزئة (قبل 1870–1880)، ومرحلة التوحيد (1880–1950)، ومرحلة التقسيم (1950 وما بعد).

### الولايات المتحدة

#### مرحلة التجزئة (قبل 1870–1880)
في مرحلة التجزئة، كانت الولايات المتحدة مقسمة إلى العديد من الأجزاء الجغرافية لأن نقل الغذاء كان مكلفًا، مما جعل معظم الإنتاج والتوزيع والبيع محليًا.

#### مرحلة التوحيد (1880–1950)
في مرحلة التوحيد، أصبح التوزيع ممكنًا بفضل السكك الحديدية، وأصبح تنسيق قوات المبيعات ممكنًا بفضل التلغراف والهاتف، وأصبح اتساق المنتجات ممكنًا بفضل التقدم في التصنيع. قاد هذا النظام الجديد للتوزيع معالجو اللحوم مثل أرمور وسويفت في مدن الغرب الأوسط وشركات مثل هاينز، كويكر أوتس، كامبل سوب، وكوكا كولا، التي باعت علاماتها التجارية على المستوى الوطني. كانت الإعلانات في وسائل الإعلام المطبوعة والتسويق المباشر من خلال العروض في المتاجر والأماكن العامة من بين الأدوات التسويقية الرئيسية. كانت حملة كريسكو الأولى في عام 1911 مثالاً على ذلك.

#### مرحلة التقسيم (1950 إلى الوقت الحاضر)
في مرحلة التقسيم (1950 وما بعد)، جعلت الإعلانات الإذاعية والتلفزيونية وإعلانات الإنترنت من الممكن لمجموعة أوسع من المنتجات المتنافسة أن تركز على فوائد وصور مختلفة، وبالتالي تجذب أسواقًا ديموغرافية وسيكوجرافية مختلفة. عزز التوزيع عبر نظام الطرق الوطني الجديد العلامات التجارية الوطنية.

## مزيج التسويق
تُعرف المكونات الأربعة لتسويق الغذاء غالبًا باسم "الفور بيز" لمزيج التسويق لأنها تتعلق بالمنتج، والسعر، والترويج، والمكان. أحد الأسباب التي تجعل مصنعي الأغذية يحصلون على أكبر نسبة من دولار الطعام التجزئة هو أنهم يقدمون الخدمة الأكثر تمييزًا ذات القيمة المضافة. الأموال التي يستثمرها المصنعون في تطوير، تسعير، ترويج، ووضع منتجاتهم تساعد في تمييز المنتج الغذائي على أساس الجودة والاعتراف بالعلامة التجارية. بشكل عام، يمكن لمزيج التسويق أن يضيف قيمة إلى منتج المنظمة الغذائية.

### المنتج
في تحديد نوع المنتجات الغذائية الجديدة التي يفضلها المستهلك، يمكن للمصنع إما محاولة تطوير منتج غذائي جديد أو محاولة تعديل أو توسيع منتج موجود. على سبيل المثال، مشروب زبادي بنكهة حلوة سيكون منتجًا جديدًا، ولكن الحليب بنكهة جديدة (مثل الشوكولاتة بالفراولة) سيكون امتدادًا لمنتج موجود. هناك ثلاث خطوات لكل من التطوير والتمديد: توليد الأفكار، فحص الأفكار للجدوى، واختبار الأفكار للجاذبية. فقط بعد هذه الخطوات سيصل المنتج الغذائي إلى السوق الوطني. من بين مائة فكرة جديدة لمنتجات غذائية يتم النظر فيها، ستة فقط تصل إلى رف السوبرماركت.
تواجه صناعة الأغذية العديد من القرارات التسويقية. يمكن استثمار الأموال في بناء العلامة التجارية (من خلال الإعلان وأشكال أخرى من الترويج) لزيادة الكمية المطلوبة أو السعر الذي يرغب المستهلكون في دفعه مقابل المنتج. على سبيل المثال، تنفق كوكا كولا الكثير من الأموال على تحسين وصفتها وترويج العلامة التجارية. هذا يسمح لشركة كوكا كولا بفرض سعر أعلى لمنتجاتها مقارنة بمنتجات العلامات التجارية الإقليمية والصغيرة.
قد يتمكن المصنعون من الاستفادة من أسماء علاماتهم التجارية الحالية من خلال تطوير خطوط منتجات جديدة. على سبيل المثال، بدأت هاينز كعلامة تجارية للمخللات ولكنها توسعت إلى الكاتشب. قد تشمل بعض امتدادات العلامات التجارية خطر الإضرار بالعلامة التجارية الأصلية إذا لم تكن الجودة جيدة بما فيه الكفاية. على سبيل المثال، رفضت كوكا كولا تطبيق اسم كوكا كولا على مشروب غذائي عندما كانت المحليات الصناعية ذات طعم أقل جاذبية. أنشأت كوكا كولا مشروب تاب كولا، ولكن فقط عندما تمت الموافقة على استخدام الأسبارتام (نوتراسويت) في المشروبات الغازية، أطلقت كوكا كولا مشروب دايت كوكا.
المصنعون الذين استثمروا الكثير من الأموال في العلامات التجارية ربما طوروا مستوى معين من ولاء المستهلك للعلامة التجارية — أي ميل المستهلكين لمواصلة شراء علامة تجارية مفضلة حتى عندما يتم تقديم عرض جذاب من المنافسين. لكي يكون الولاء موجودًا، لا يكفي مجرد ملاحظة أن المستهلك يشتري نفس العلامة التجارية باستمرار. يجب أن يكون المستهلك، لكي يكون مخلصًا للعلامة التجارية، قادرًا على مقاومة الجهود الترويجية للمنافسين بنشاط. سيستمر المستهلك المخلص للعلامة التجارية في شراء العلامة التجارية المفضلة حتى إذا تم تحسين منتج منافس، أو تم تقديم عرض سعر أو مكافأة، أو تم تخصيص مساحة عرض مفضلة. بعض المستهلكين لديهم ولاء متعدد العلامات التجارية. هنا، يتبدل المستهلك بين عدد قليل من العلامات التجارية المفضلة. قد يتبدل المستهلك إما للتنوع أو كقاعدة عامة، يشتري أيًا من العلامات التجارية المفضلة المعروضة للبيع. ومع ذلك، لن يتحول هذا المستهلك إلى علامات تجارية أخرى معروضة للبيع. بالطبع، ولاء العلامة التجارية هو مسألة درجة. بعض المستهلكين لن يتحولوا مقابل خصم معتدل، ولكنهم سيتحولون مقابل خصم كبير أو قد يشترون علامة تجارية أخرى أحيانًا للراحة أو التنوع.
يشير منتج مزيج التسويق إلى السلع و/أو الخدمات التي ستقدمها المنظمة للمستهلك. يمكن للمنظمة تحقيق ذلك إما عن طريق إنشاء منتج غذائي جديد، أو عن طريق تعديل أو تحسين منتج غذائي موجود. على سبيل المثال، مشروب زبادي لوز عضوي سيعتبر منتجًا جديدًا، بينما مشروب حليب بنكهة الشوكولاتة سيكون امتدادًا لمنتج موجود. الخطوات الثلاث لتطوير وتمديد منتج غذائي تشمل توليد الأفكار، تحليل الأفكار للجدوى، واختبار الأفكار للطلب. بمجرد اكتمال هذه الخطوات بنجاح، يمكن بعد ذلك تصنيع المنتج الغذائي إلى السوق الغذائي.

### السعر
في تسعير الغذاء بشكل مربح، يجب على المصنع أن يضع في الاعتبار أن التاجر يضيف حوالي 50 بالمائة إلى سعر المنتج بالجملة. على سبيل المثال، منتج غذائي مجمد يباع في متجر تجزئة مقابل 4.50 دولار يدر دخلًا قدره 3.00 دولارات للمصنع. يجب أن تغطي هذه الأموال تكلفة إنتاج، تغليف، شحن، تخزين، وبيع المنتج.
يشمل السعر مقدار المال الذي يدفعه المستهلك لشراء المنتج الغذائي. عند تسعير المنتجات الغذائية، يجب على المصنع أن يضع في الاعتبار أن التاجر سيضيف نسبة معينة إلى سعر المنتج بالجملة. تختلف هذه النسبة المئوية عالميًا. تُستخدم هذه النسبة لدفع تكلفة الإنتاج، التغليف، الشحن، التخزين، وبيع المنتج الغذائي. على سبيل المثال، شراء منتج غذائي في سوبرماركت يباع مقابل 3.50 دولار يدر دخلًا قدره 2.20 دولار للمصنع.

### الترويج
يتم ترويج المنتجات الغذائية للمستهلكين خارج المتجر، داخل المتجر، وعلى العبوة. الإعلانات التلفزيونية وفي المجلات هي محاولات لإقناع المستهلكين بالتفكير بشكل إيجابي حول منتج ما، حتى يذهبوا إلى المتجر لشرائه. بالإضافة إلى الإعلانات، يمكن أن تشمل العروض الترويجية أيضًا إعلانات الصحف الأحد التي تقدم قسائم مثل خصومات سنت وعروض اشتر واحدة واحصل على الأخرى مجانا.
في الخمسينيات، أحدثت رائدة الأعمال فريدا رابوبورت كابلان ثورة في صناعة المنتجات الطازجة من خلال تقديم التغليف ووضع العلامات على الفواكه والخضروات الطازجة.

### المكان
يشير المكان إلى جهود التوزيع والتخزين اللازمة لنقل المنتج الغذائي من المصنع إلى موقع حيث يمكن للمستهلك شرائه. يمكن أن يشير أيضًا إلى مكان تواجد المنتج في متجر التجزئة (مثل نهاية الممر، الرف العلوي، الأوسط أو السفلي، أو في وحدة عرض خاصة، إلخ.)
نظام تسويق الغذاء في الولايات المتحدة نظام مرن. يساعد التركيز على المستهلك المسوقين على توقع طلبات المستهلكين، ويساعد التركيز على الإنتاج في الاستجابة للتغيرات في السوق. النتيجة هي نظام يلبي ويؤثر على الطلبات المتغيرة باستمرار للمستهلكين.
يشير المكان إلى الأنشطة التي تقوم بها المنظمات لجعل منتجاتها الغذائية متاحة للمستهلكين. وهذا يشمل التوزيع اللازم لنقل المنتج الغذائي من المصنع إلى موقع حيث يمكن للمستهلك شرائه. موقع المنتج في المتجر هو أيضًا تعريف للمكان في مزيج التسويق. على سبيل المثال، مكان معين في ممر، رف أو وحدة عرض في سوبرماركت.

## التقسيم
من أجل تسويق منتجاتها الغذائية، يجب على المنظمة أولاً فهم ما إذا كان منتجها سيلبي احتياجات المستهلك بشكل أفضل من المنافسين. لتحقيق ذلك، يجب على المنظمة فهم الأنواع الأربعة للتقسيم.

### الجغرافي
يجب على المنظمة فهم المكان الجغرافي الذي تسوق فيه منتجاتها الغذائية. توضيح هذا سيساعد المنظمة على فهم المنتجات الغذائية التي ستلبي احتياجات ثقافة مستهلك معينة. على سبيل المثال، البحث عما إذا كان المستهلك يعيش في أمريكا أو آسيا؛ أو ما إذا كان المستهلك يعيش في مدينة أو منطقة ريفية. من خلال فهم هذه الجوانب، ستتمكن المنظمة من تحديد أن احتياجات المستهلكين الغذائية تختلف اعتمادًا على مكان إقامتهم.

### الديموغرافي
يجب على المنظمة الغذائية فهم القطاع الديموغرافي الذي ستسوق له. العوامل التي يجب مراعاتها هي عمر المستهلك، جنسه، تعليمه، طبقته الاجتماعية، دخله، دينه وعرقه. كل هذه الجوانب يمكن أن تؤثر على ما إذا كان المستهلك سيفضل منتجًا غذائيًا معينًا على آخر.

### السيكوجرافي
يجب على المنظمة الغذائية فهم السيكوجرافيا الخاصة بمستهلكيها. يجب مراعاة عوامل مثل نمط الحياة، الشخصيات، الآراء، الأنشطة واهتمامات المستهلكين المحتملين. تحديد هذه الجوانب يمكن أن يساعد المنظمة على تحسين منتجاتها الغذائية.

### السلوك
يجب على المنظمة الغذائية فهم كيفية تصرف مستهلكيها تجاه منتج غذائي معين. على سبيل المثال، البحث عن الفوائد المطلوبة، تكرار شراء الطعام، موقف المستهلك تجاه المنتج الغذائي والمعرفة الغذائية للمنتج كلها معلومات مفيدة.

## الانتقادات
في السنوات الأخيرة، تعرض تسويق الغذاء لانتقادات من قبل المتخصصين كونه عاملًا رئيسيًا في المساهمة في سمنة الأطفال. في عام 2006، اقترحت ماريون نستله أن تسويق الغذاء يستهدف الأطفال بشكل متعمد الذين يمكن التأثير عليهم بسهولة في سن مبكرة لتناول المشروبات عالية السكر والأطعمة ذات القيمة الغذائية المنخفضة. حقيقة أن مجالات تسويق الغذاء مرتبطة بالسمنة مقلقة، وكذلك سهولة التسويق للأطفال والتأثير على خياراتهم الغذائية. لا تزال التلفزيون ووسائل الإعلام المطبوعة قنوات الاتصال التقليدية لتسويق الغذاء، ولكن هناك أيضًا أساليب أخرى شائعة هذه الأيام. تشمل هذه الأساليب الإنترنت، الألعاب، التغليف، ألعاب الفيديو، الأفلام الضخمة، ترخيص شخصيات ألعاب الأطفال والإعلانات المشهورة. استخدام هذه الاستراتيجيات التسويقية آخذ في الازدياد، ويقال إنها مسؤولة جزئيًا عن ارتفاع معدلات سمنة الأطفال.
وضع المنتجات في أفلام وبرامج الأطفال يعطي مسوقي الغذاء المزيد من القوة لجعل الأطفال على دراية بعلامتهم التجارية والتفاعل مباشرة مع هذا القطاع السوقي. قوة العلامات التجارية من خلال تسويق الغذاء على التلفزيون كبيرة لأن الجمهور التلفزيوني تلقائيًا يكون أكثر انجذابًا للإعلان أثناء عرضه أمامهم، مما يشكل ميولًا أقوى للعلامات التجارية. تظهر الاتهامات عندما يحدث هذا التشبع لأن الأطفال ليسوا مجهزين بمعرفة كافية لاتخاذ خيارات غذائية ذكية، وبالتالي يُلقى اللوم أحيانًا على تسويق الغذاء في أنماط الحياة غير الصحية للأطفال. الأطفال هم قطاع سوقي سريع التوسع، أولاً لأنهم يؤثرون على مشتريات آبائهم، ولكن أيضًا لأنهم مستهلكون مستقبليون بأنفسهم. يستفيد مسوقو الغذاء من حقيقة أن معظم الأطفال يضايقون آبائهم للحصول على منتج رأوه على التلفزيون حتى يحصلوا عليه، مما يعطي الأطفال قوة تفاوضية عالية. وفقًا لماكجينيس وآخرون في عام 2006، بحلول الوقت الذي يبلغ فيه الأطفال عامين، يمكن للأغلبية تحديد العلامات التجارية في السوبرماركت والمطالبة بها بالاسم. تم القول إن المسوقين يصورون أيضًا بعض الأطعمة للأطفال على أنها حصرية لهم فقط، مما يعني أن الأطفال يعرفون أكثر عن تغذيتهم من آبائهم. هذا بدوره أدى إلى اتجاهات تجاهل الأطفال لنصائح الوالدين واتخاذهم قراراتهم الخاصة فيما يأكلون.
يستخدم مسوقو الغذاء أيضًا تغليفًا جذابًا لجذب الأطفال إلى منتجاتهم من خلال الألوان الزاهية، تضمين الألعاب في العروض (وجبات هابي ميل من ماكدونالدز مع لعبة كمثال) واستخدام شخصيات تلفزيونية أو سينمائية مشهورة لإثارة الاهتمام. في ما يتعلق بالتغليف، ستغير العلامات التجارية حجم المنتجات لإغراء الأطفال. تم انتقاد الشركات الكبيرة أيضًا لمساهمتها في السمنة من خلال تزويد المدارس برعايات العلامات التجارية والسلع الرياضية مثل كرات الرغبي التي تظهر شعار الشركة. يتم انتقاد مسوقي الغذاء أكثر من كونهم مسؤولين عن معدلات سمنة الأطفال، ويقال إنهم لا يفكرون في الرفاهية الجسدية طويلة المدى للأطفال عندما يهدفون إلى إنشاء ارتباط سريع باسم العلامة التجارية بين الأطفال.
وثقت تقرير من Global Health Advocacy Incubator استراتيجيات صناعة الغذاء لهزيمة ملصقات التحذير على المنتجات الغذائية فائقة المعالجة (UPP).

### سمنة الأطفال
أظهرت دراسات فريشيت المنشورة في عام 2015 أنه في السنوات الأخيرة، مع زيادة تعرض الأطفال والمراهقين للتقدم التكنولوجي، أصبحوا أكثر عرضة للرسائل التجارية التسويقية غير الصحية من المنظمات الغذائية. في عام 2009، اقترح هاريس، بوميرانز، لوبستين، وبراونيل أن مسوقي الغذاء كانوا يستخدمون ممارسات تسويقية موجهة للأطفال لإقناعهم بتناول أطعمة غير صحية أو غير مناسبة. تحقق المنظمات ذلك من خلال تكتيكات تسويقية مباشرة وغير مباشرة في الإعلانات التلفزيونية، الألعاب، وسائل التواصل الاجتماعي وتغليف الأطعمة. هذه التكتيكات لها تأثير واضح على أنماط استهلاك الأطفال، صحتهم المتعلقة بالغذاء، معرفتهم الغذائية، سلوك الشراء وتفضيلاتهم. بشكل عام، تم اكتشاف أن تسويق الغذاء هو أحد الأسباب الرئيسية لزيادة سمنة الأطفال. هذه القضية أصبحت عالمية بشكل متزايد.
من أجل منع ثقافة التسويق الحالية للأغذية غير الصحية، يعتقد ساكس، ميايلون، فانديفيجفير، تريفينا، سنودون، كرينو وسوينبورن أن هناك طرقًا وسياسات يجب أن تضعها الحكومات. أولاً، يجب إعلام الآباء بالقيم الغذائية للأطعمة التي يقدمونها لأطفالهم. على سبيل المثال، وضع ملصق غذائي سهل القراءة على عبوات الطعام يوفر القيم الغذائية وتعريفاتها. هذا سوف يخلق بيئات غذائية أكثر صحة للعائلات حول العالم. ثانيًا، يمكن للآباء تقييد الإعلانات التي يتعرض لها أطفالهم. على سبيل المثال، يمكن للآباء استخدام تطبيقات حجب الإعلانات أو تقليل وقت مشاهدة التلفزيون. من خلال تنفيذ هذه الاستراتيجيات، يمكن للحكومات المساهمة في خفض معدلات السمنة لدى الأطفال عبر التسويق الغذائي.
نشرت منظمة الصحة العالمية تقريرًا يسلط الضوء على أن التسويق الغذائي منتشر بشكل خاص في الأماكن التي يتواجد فيها الأطفال وما يشاهدونه على التلفزيون. حيث يتم الترويج بشكل رئيسي للأغذية فائقة المعالجة التي تشمل المشروبات المحلاة بالسكر، والشوكولاتة والحلويات. ويؤكد التقرير أن التسويق الغذائي واسع الانتشار، مقنع وضار بالصحة.

### معلومات غذائية مضللة
من أجل إقناع المستهلكين بشراء المنتجات الغذائية، قد تقدم المنظمات معلومات غذائية مضللة على منتجاتها الغذائية. أصبح من الشائع أن المنظمات الغذائية ليست شفافة تمامًا بشأن ما تحتويه منتجاتها الغذائية. على سبيل المثال، الدهون المشبعة، الصوديوم والسكريات المضافة. مصطلحات مثل "سكر أقل"، "خالي من الدهون" و"طبيعي تمامًا" تجعل المستهلكين يعتقدون أن الأطعمة التي يتناولونها صحية. في عام 2015، ناقش ساكس وآخرون أنه لمنع الإعلانات الغذائية المضللة، يجب على الحكومات تنفيذ سياسات تتعلق بوضع القيم الغذائية المثبتة على عبوات الطعام. قامت إدارة الغذاء والدواء الأمريكية بإعادة تصميم قانون تعليم ووضع العلامات الغذائية في عام 2016 والتي قدمت معلومات للمستهلكين حول إجمالي السعرات الحرارية، حجم الحصة والمواد الغذائية. لدى معايير الغذاء الأسترالية النيوزيلندية قانون معايير غذائية مشابه ولكن تبقى العلامات الغذائية المضللة موجودة.
في الولايات المتحدة، تنظيم مصطلحات التسويق الغذائي مثل "صحي" غير مفهوم جيدًا من قبل العامة. حاولت إدارة الغذاء والدواء تنظيم استخدام مصطلح "صحي" في عام 2016 من خلال اقتراح قاعدة أدت إلى تحديث القاعدة في عام 2022، والتي أقرت أن التعريف الحالي للمصطلح يسمح للمنتجات الغذائية بتحمل ادعاء "صحي" حتى عندما "تحتوي على مستويات من العناصر الغذائية التي لن تساعد المستهلكين في الحفاظ على ممارسات غذائية صحية." نتيجة لذلك، تقترح إدارة الغذاء والدواء تعريف "صحي" باستخدام "نهج قائم على مجموعات الغذاء" بالاقتران مع حدود معينة على بعض العناصر الغذائية (الدهون المشبعة، الصوديوم، والسكريات المضافة) لتنسيق استخدام المصطلح مع علوم التغذية الحالية، تحديث ملصق الحقائق الغذائية، والتوصيات المدرجة في الإرشادات الغذائية للأمريكيين، 2020–2025.

## قرارات الشراء
لا يتضمن التسويق الغذائي فقط تسويق المنتجات للمستهلكين، ولكن أيضًا الأسباب التي تجعل المستهلكين يشترون هذه العناصر والعوامل التي تؤثر على مثل هذه الخيارات. الديموغرافيا، القيم والمواقف، الحوافز، واستعداد دفع السعر هي جميعها عناصر تحدد اختيار المشتري في تسويق الغذاء.
أولاً، يجب أن يكون مسوقو الغذاء على دراية بأن مواقف وقيم السوق المستهدف تلعب دورًا كبيرًا في ما يختارون شراءه. على سبيل المثال، في سوق العلامات التجارية الخضراء، سيكون المستهلكون واعين بيئيًا وبالتالي ينوون شراء مثل هذه المنتجات. بمجرد تسويق منتج للمستهلك، يحتاجون إلى الشعور بأنهم يساهمون في الحفاظ على البيئة لشراء شيء ما. المستهلكون الذين يهتمون بالبيئة يميلون إلى تعديل سلوكهم ليكون أكثر صداقة للبيئة. تم العثور على القيم والمواقف كقوة دافعة لسلوك الشراء المستدام. يحتاج المسوقون إلى إيصال معلومات للسوق المستهدف بأن بعض العناصر لها آثار سلبية على البيئة. تحتاج العلامات التجارية أيضًا إلى نقل قيم التسويق الغذائي للعملاء عند التواصل معهم.
فيما يتعلق بالمعرفة والمعتقدات في المتغيرات التي تؤثر على قرارات التسويق الغذائي، تم اقتراح أن فهم الشخص للمنتجات يساعد في توقع أفعاله الصديقة للبيئة. لأن وعي الشخص بالمعلومات يمكن أن يجعله يتخذ قرارات أكثر أو أقل استنارة بشأن المنتجات، يظهر أن المعرفة عامل رئيسي في خيارات الشراء للمستهلكين. عند وضع استراتيجيات التسويق الغذائي، من المهم إنشاء علاقات قوية مع العملاء المحتملين من خلال فهم معتقداتهم ووعيهم حول المنتج الذي يتم تسويقه.
تلعب الديموغرافيا دورًا كبيرًا في تحديد خلفية المستهلكين وكيفية عمل التسويق الغذائي. مثلًا، العمر يسمح للعلامة التجارية بتسويق طعامها نحو فئات عمرية معينة وفقًا لرغباتهم. التعليم أيضًا يلعب دورًا لأنه غالبًا ما يرتبط التعليم بشراء الناس طعامًا أفضل. وبالمثل، الدخل يحدد ما إذا كان لدى الناس دخل إضافي لإنفاقه على منتجات جيدة. الجنس أيضًا يسمح لمسوقي الغذاء باستهداف النساء بشكل خاص لأن النساء وجد أنهن يقمن بمعظم عمليات التسوق الغذائي في العائلات.
توصف اللافتات الكثير عن العلامة التجارية، مثل نوع الطعام الذي تبيعه، المكونات، مكان صنعه وتكلفة المنتجات. اللافتات تتواصل بدقة مع المشتري وهي طريقة أساسية للتأثير على مشاعر وعمليات الدماغ لدى الشخص. تظهر النتائج أن الإشارات الرقمية المعينة للعلامة التجارية تؤثر على تصور وسلوك المستهلك تجاه المنتج، مما يعني أن استراتيجيات التسويق الغذائي مثل هذه فعالة جدًا في تحديد موقع العلامة التجارية.
أخيرًا، استعداد المستهلك لدفع السعر هو أداة أخرى تستخدم في التسويق الغذائي لتتبع مقدار ما يرغب الشخص في دفعه مقابل منتج. يمكن للمسوقين ملاحظة استعداد الناس للدفع لمعرفة ما إذا كانوا سيشترون منتجهم بالفعل. أظهرت الدراسات أن المستهلكين مستعدون لإنفاق المزيد على عنصر إذا كان صديقًا للبيئة ويصورهم كأشخاص لديهم سلوك مستدام في المجتمع. بالإضافة إلى ذلك، تم استكشاف أن المستهلكين سيدفعون على سبيل المثال مبلغًا أكبر بكثير (حوالي 50٪) مقابل المنتجات الغذائية التي يقال إنها مزروعة محليًا بدلاً من المزروعة في البلاد أو المستوردة. هذه معلومات حيوية عندما يتعلق الأمر بالتسويق الغذائي وتساعد الشركات على اتخاذ قرارات مستنيرة بشأن استراتيجيات التسويق الغذائي الخاصة بها.

## التسويق الغذائي عبر الرعاية
نفقات الشركات على الرعاية عالميًا نمت بنسبة 5.1٪ في عام 2015 لتصل إلى 57.5 مليار دولار، مع أكبر المنفقين على الرعاية هم عمالقة الطعام والمشروبات بيبسيكو وكوكا كولا، حيث أنفقوا 350 مليون دولار و290 مليون دولار على التوالي. الأحداث الرياضية المحترفة هي أهداف رئيسية لشركات الطعام عند استخدام الرعاية كشكل من أشكال الاتصال التسويقي، ولكن المنظمات الرياضية تطلب بشكل متزايد أسعارًا عالية للوصول إلى حقوقها التسويقية القابلة للاستغلال. كانت شركة الطعام والمشروبات ميلر كوورز مستعدة لإنفاق 3.8 مليون دولار لإعلان مدته 30 ثانية خلال سوبر بول XLVII. كما لوحظ أن العلامات التجارية الغذائية العالمية تزيد من جهودها التسويقية من خلال رعاية الأحداث الرياضية الهواة. في عام 2010 دفعت يام! براندز 13.5 مليون دولار لتسمية ملعب كرة سلة جامعي باسم "الدلو"، مما أدى إلى إنشاء ملعب دجاج كنتاكي، وبالمثل اشترت بابا جونز حقوق تسمية ملعب جامعي مقابل 5 ملايين دولار. تستثمر شركات الطعام أيضًا ملايين الدولارات في الرياضيين الأفراد مقابل الوصول إلى إمكاناتهم التجارية القابلة للاستغلال. يُقال إن بيتون مانينغ يكسب 10 ملايين دولار سنويًا من الرعاية فقط، مع أعلى نسبة من الرعاية تأتي من بابا جونز وجاتوريد؛ وبالمثل كانت رعاية كوبي براينت من ماكدونالدز تُقدر بـ 12 مليون دولار.

### أخلاقيات استراتيجيات الرعاية
فيما يتعلق بالتسويق وفقًا لـ Liaw وTam في عام 2015، فإن الأخلاقيات تتعامل مع المبادئ الأخلاقية وراء عملية التسويق. القضية الأخلاقية الرئيسية المحيطة باستخدام الرعاية كشكل من أشكال الاتصال التسويقي من قبل شركات الطعام هي رعاية الرياضة من قبل شركات الطعام والمشروبات التي يُنظر إليها على أنها غير صحية، مثل رعاية ماكدونالدز وكوكا كولا للألعاب الأولمبية. على الرغم من الاختلافات الكثيرة، تم رسم أوجه تشابه بين ممارسات التسويق لشركات التبغ وصناعة الطعام. في الأحداث الرياضية الكبرى، يتعرض العملاء لعدد كبير من الرعاية المتعلقة بالطعام، مع ارتباط الرعاية بالمنتجات المصنفة على أنها غير صحية مرتين أكثر من تلك المصنفة على أنها صحية (32.7٪ مقابل 15.5٪). تشكل رعاية الرياضة من قبل شركات الطعام أو المشروبات التي يُنظر إليها على أنها غير صحية قلقًا صحيًا كبيرًا، وغالبًا ما يتم الاستشهاد بها كعامل مساهم يؤدي إلى نظام غذائي غني بالطاقة وفقير بالمغذيات.
تشمل المخاوف الأخلاقية الأخرى المتعلقة باستخدام الرعاية كتكتيك تسويقي من قبل شركات الطعام؛ الاستهداف المحدد للشباب، الرعاية من قبل علامات الكحول والتصورات الخاطئة التي يتم إنشاؤها من خلال الرعاية من قبل علامات مشروبات الطاقة مثل ريد بول.

## وسائل التواصل الاجتماعي وتأثيراتها
تعتبر منصات التواصل الاجتماعي طريقة فعالة لمسوقي الغذاء لدخول أو جذب سوق. "وسائل التواصل الاجتماعي" تشير إلى مواقع مثل Facebook وTwitter، وتطبيقات مثل Instagram وFacebook. تسمح هذه المواقع للمستخدمين بتحميل ومشاركة محتوى مثل المعلومات، الصور، الآراء والتوصيات بلمسة زر. تستخدم شركات الطعام تقنيات تسويقية فريدة مصممة للتواصل مع المستهلك مثل إجراء المسابقات، تقديم العروض المجانية وإنشاء الألعاب والتطبيقات التفاعلية. فوائد هذه التقنيات مميزة لمنصات التواصل الاجتماعي، حيث تتفاعل وتشارك مع المستهلك على مستوى لا تستطيع منصات الوسائط التقليدية الأخرى تحقيقه.

## كتالوجات السوبرماركت، وضع المنتجات ومشاركتها
كشفت دراسة عن كتالوجات السوبرماركت التي يتم توزيعها عالميًا معلومات تدعم الادعاء بأن الإعلان عن الطعام يساهم في ارتفاع مستويات السمنة العالمية، خاصة في البلدان التي يكون فيها الإعلان أكثر بروزًا وثباتًا وإقناعًا. خلصت الدراسة إلى أن كتالوجات السوبرماركت لها تأثير كبير على قرارات وأنماط شراء المستهلكين. على سبيل المثال، كانت البلدان التي لديها كتالوجات منتظمة ومليئة بالأطعمة غير الصحية من بين تلك التي سجلت أعلى معدلات للسمنة. كما أشارت الدراسة إلى أن الهند والفلبين كانتا الدولتين الوحيدتين اللتين تم تحليلهما وأعلنتا عن أغلبية كبيرة من الأطعمة الصحية مقارنة بالخيارات غير الصحية.
وضع المنتجات هو أسلوب تسويقي آخر يجذب المستهلك ويشجعه على الشراء. آلات البيع والأكشاك العارضة للعينات هي أمثلة نموذجية لتقنيات وضع المنتجات التي يستخدمها مسوقو الطعام. توفر آلات البيع الراحة للمستهلك حيث يتم وضعها عادة في مناطق لا توجد فيها خيارات طعام أكبر قريبة، مثل الجامعات والصالات الرياضية. عادة ما يدفع المستهلكون الذين يستخدمون آلات البيع سعرًا أعلى قليلاً للعنصر، وعادة لا يهتمون لأن الفرق في السعر يعكس الراحة التي توفرها لهم.

## القضايا
لا توجد قوانين أو تشريعات عالمية محددة لتسويق الطعام، لذلك يمكن للبلدان اعتماد تشريعاتها الخاصة فيما يتعلق بمعايير تسويق الطعام. عادة ما تستند هذه المعايير إلى قيم وثقافة وأخلاقيات البلد المعني. قامت العديد من البلدان حول العالم بإنشاء قوانين للحد من تسويق الطعام الموجه للأطفال بهدف تقليل مستويات السمنة المتزايدة. وقد ثبت أن السمنة زادت بشكل كبير مع وجود صلة بزيادة تسويق الطعام والإعلان في المجتمع.
بعد "نداء" من منظمة الصحة العالمية في عام 2006، تبنت العديد من البلدان تغيير قوانين وتشريعات التسويق لحماية الأطفال من الإعلانات الإقناعية الموجهة لهم مباشرة. تم تصميم هذه الإعلانات باستخدام تقنيات خاصة لجذب انتباه الأطفال.
اتخذت الحكومة التشيلية بعض الخطوات الأكثر صرامة في عام 2012 بالموافقة على "قانون التركيبة الغذائية للطعام والإعلان". يقدم هذا القانون إرشادات صارمة لمسوقي الطعام، حيث لا يسمح بالإعلان عن المنتجات الغنية بالدهون المشبعة والصوديوم والسكر للأطفال دون سن 14 عامًا أو عبر التلفزيون أو المواقع الإلكترونية التي يكون 20٪ أو أكثر من جمهورها من الأطفال. كما اتخذت إيران إجراءات مماثلة، حيث حظرت الإعلان عن جميع المشروبات الغازية منذ عام 2004. كما أعدت وزارة الصحة والتعليم الطبي الإيرانية وثيقة في عام 2015 تحتوي على 24 بندًا تأمل في حظر الإعلان عنها في المستقبل. يقر ديب ولوبستين بأن وسائل الإعلام التقليدية لا تمثل سوى حوالي 20٪ من ميزانية مسوقي الطعام، لذلك لا يزال الأطفال معرضين بشكل كبير للإعلانات المؤثرة في مراكز التسوق ومحلات البقالة وآلات البيع والألعاب المدعومة والمسابقات وما إلى ذلك.
بالإضافة إلى تشريعات إيران وتشيلي الأكثر شمولاً، تبنت أكثر من 30 دولة حول العالم بعض أشكال التشريعات لحماية الأطفال وتقليل تعرضهم للإعلانات. تشمل بعض هذه البلدان أستراليا وأوروبا وكندا وماليزيا وكوريا. مثال على نوع البنود في التشريعات يشمل حظر استخدام تقنيات تسويقية معينة مثل استخدام شخصيات الكارتون، والتي يمكن استخدامها للوصول إلى عقل الطفل وجذب انتباهه. يمكن أن يكون استخدام تقنيات نفسية مثل هذه غير أخلاقي وكذلك غير قانوني في بعض البلدان.
الإعلان للأطفال في سن مبكرة هو أسلوب تسويقي معروف مصمم لتشجيع تفضيل العلامة التجارية ويحمل العديد من المعضلات الأخلاقية. خلصت دراسات سابقة إلى أن الأطفال يمكنهم التعرف على شعارات العلامات التجارية وتصورها عقليًا في سن ستة أشهر فقط، وسيطلبون العلامات التجارية لفظيًا في سن 3 سنوات. (كما أوردته حملة طفولة خالية من الإعلانات). أقر أستاذ التسويق جيمس ماكنيل بـ "عامل الترويل" – دراسة أقرت بحقيقة أن الأطفال ينظرون بشكل طبيعي إلى مريلاتهم أثناء الترويل ليروا أين يسقط الترويل. أصبح تخصيص مريلات الأطفال بشعارات العلامات التجارية طريقة فعالة لمسوقي الطعام لتركيز علامتهم التجارية في حياة الطفل، مستهدفينهم في سن مبكرة مما يؤدي إلى التعرف على العلامة التجارية من قبل الطفل. نتيجة لذلك، عندما يكبر الطفل سيستمر في الشعور بمشاعر دافئة تجاه العلامة التجارية عند مواجهتها في المجتمع. يُنظر إلى هذا على أنه غير أخلاقي في العديد من البلدان ولهذا توجد منظمات مثل "حملة طفولة خالية من الإعلانات" وما تهدف إلى تقليله.

## روابط خارجية
- "The Cornell Food and Brand Lab". مؤرشف من الأصل في 2007-01-16. اطلع عليه بتاريخ 2017-10-03.{{استشهاد ويب}}:  صيانة الاستشهاد: BOT: original URL status unknown (link)
- FAO pages on Food Marketing نسخة محفوظة 2011-02-15 على موقع واي باك مشين.
- "ICC Framework for Responsible Food and Beverage Marketing Communication" (PDF). مؤرشف من الأصل (PDF) في 2014-08-14.